# Hirtella corymbosa
Hirtella corymbosa là một loài thực vật có hoa trong họ Cám. Loài này được Cham. & Schltdl. mô tả khoa học đầu tiên năm 1827.